# Астемиров, Багаутдин Аджиевич
Багаутдин Аджиевич Астемиров (17 октября 1898, Аксай, Хасавюртовский округ, Терская область, Российская империя — 3 апреля 1967, Махачкала, Дагестанская АССР, РСФСР, СССР) — кумыкский поэт, государственный деятель, был первым председателем Союза писателей Дагестана, наркомом просвещения ДАССР и членом ДагОбкома ВКП(б). 

## Биография
Родился 17 октября 1898 года, в селе Аксай, в семье бедняка. По национальности — кумык. Начальное образование получил в медресе. В 1917 году Астемиров поступил на педагогические курсы в Темир-Хан-Шуре, после окончания которых был назначен заведующим Аксайской сельской школой. В годы гражданской войны вступил в партизанский отряд Зайналабида Батырмурзаева. Принимал участие в боях за установление в Дагестане Советской власти и являлся одним из организаторов комсомола республики.
Первые публикации Багаутдина Астемирова появились в годы гражданской войны, его пьеса «Наступление» была поставлена в те годы многими самодеятельными драмкружками.
Работал редактором кумыкской газеты «Молодой дагестанец». С 1928 года Астемиров уделял много внимания литературной работе, являясь председателем Оргбюро ДАПП (Дагестанской ассоциации пролетарских писателей). С 1929 по 1937 годы был  наркомом просвещения Дагестана и членом Бюро ДагОбкома ВКП(б). С 1934 года является членом Союза писателей СССР. Первые публикации Астемирова появились в годы гражданской войны, позже им была написана пьеса «Наступление», которая была поставлена многими самодеятельными драмкружками. Астемиров часто выступал в печати с поэтическими произведениями и публицистическими статьями. Он основатель первого сборника «Поэты Дагестана», изданного в 1932 году. В 1933 году вышел  первый  сборник его стихов на родном языке «Борьба». В 1957 году выходит в свет сборник «Утренняя звезда», книга детских загадок «Кто отгадает?», поэтические сборники «Стихи» и «Переменились времена». В 1959 году в Баку публикуется сборник стихов «Молния» в переводе на азербайджанский язык. В 1961 году вышла книга «Стихотворения и поэмы». В последующие годы издается книга на родном языке «Меч и перо».

## Заключение
В ноябре 1936 года он был исключен из ВКП(б). 30 апреля 1937 года Астемиров был арестован, его обвиняли в участие в контрреволюционной буржуазно-националистической организации, попытки установления в Дагестане буржуазной республики под протекторатом Турции, подготовка террористических актов и вооруженного восстания. 15 декабря 1939 года был осужден на 20 лет по 58-й статье пп. 2, 7, 8 и 11 УК РСФСР, 17 мая 1940 ВКВС СССР уменьшил срок до 15 лет. Сидел в Северном железнодорожный исправительно-трудовой лагерь НКВД, вышел на свободу в 1955 году.

## Память об Астемирове
На доме по ул. Коркмасова № 10, где жил писатель, установлена мемориальная доска. В 1999 году лицей № 39 в Махачкале стал носить имя Астемирова.

## Награды
- Медаль «За трудовую доблесть» (04.05.1960).

## Сборники стихов и книги
- «Борьба» (1933)
- «Наступление» (1934)
- «Колыбельная» (1956)
- «Песня детей» (1957)
- «Утренняя звезда» (1957)
- «Кто отгадает?» (1957)
- «Молния» (1959)
- «Стихи» (1960)
- «Стихотворения и поэмы» (1961)
- «Переменились времена» (1962)
- «Меч и перо» (1964)[4]

## Семья
Был женат. Есть дочь — Фарида (1937 г.р.).